# Горњи очњак
Горњи очњак – dens caninus superior је трећи зуб од медијалне линије у оба квадранта горњег денталног лука. У контакту је са горњим латералним секутићем и првим преткутњаком, а својом морфологијом и функцијом чини прелазну форму између ових зуба. Он оклудира са доњим очњаком и првим преткутњаком, и са њима игра значајну улогу у латералним кретањима мандибуле. Постоје два горња очњака, која се обележавају на следећи начин:
- стални горњи десни очњак – 13;
- стални горњи леви очњак – 23.

Горњи очњак је масиван зуб, са нешто већим вестибуло-оралним промером. Има веома масиван и дугачак корен, са добром алвеоларном подлогом, па често остаје у вилици и наког губитка осталих зуба. Стога се често користи као ослонац за разне протетске надокнаде у устима пацијента. На основу морфологије често га сврставају у „угаоне зубе“, јер доприноси постепеном преламању и скретању горњег денталног лука и формирању правилног полуелипсастог облика. Такође, овај зуб пружа потпору фацијалним структурама у пределу углова усана, па доприноси и изгледу особе итд. Показује правилан знак угла и лука и дистални нагиб корена.

## Круна
Круна горњег очњака има облик четворостране пирамиде, са врхом на сечивној ивици. Она се описује из пет различитих аспеката: лабијалног, палатиналног, два проксимална и инцизалног.

### Лабијани аспект
Лабијална површина има облик пентагона (петоугаоника) и конвексна је у оба правца. Максимум конвекситета се налази у цервикалној трећини, а у мезио-дисталном правцу више је изражен мезијално. На лабијалној површини присутне су преклопне линије (у цервикалној трећини), које прате облик глеђно-цементног споја, и развојне депресије (мезиолабијална и дистолабијална) које деле ову површину на три лобуса (као код горњих секутића). Средишњи лобус је боље изражен у односу на мезијални и дистални, па се назива лабијални квржични гребен и он дели лабијалну површину на два дела или фасете. Гребен полази са врха тзв. солитарне квржице очњака, која ломи сечивну ивицу на два неједнака дела. Квржица (лат. cuspidus) има облик четворостране пирамиде и састоји се од четири гребена: лабијалног, палатиналног, мезијалног и дисталног. Врх квржице налази се изнад осе зуба, али се касније помера дистално услед абразије. Квржица прелази оклузалну раван осталих зуба, али је код човека то слабије изражено у поређењу са месождерима, што је одраз еволуције хуманог зубика.
Проксимални профили лабијалне површине су конвексни и конвергују ка врату зуба. Конвекситет дисталне стране је боље изражен и висина контуре се налази у средњој трећини, док је на мезијалној она локализована ближе сечивној ивици. Сечивна ивица је „преломљена“ врхом солитарне квржице и маркирана мезијалним и дисталним „раменом“ (лат. eminentio canini). Цервикална линија је конвексна у правцу корена зуба.

### Палатинални аспект
Палатинална површина је по облику слична лабијалној, али је у целости мања због конвергенције проксималних површина. Добро су изражени маргинални гребенови који, као код секутића, ограничавају лингвалну јаму (лат. fossa lingualis) у средњој и инцизалној трећини. Од врха квржице пружа се лингвални квржични гребен, у цервикалном правцу, који дели јаму на два дела: мезиолингвални (ужи) и дистолингвални (шири и краћи). У цервикалној трећини палатиналне површине налази се добро развијен цингулум, који је од линвалне јаме понекад одвојен лингвогингивалном браздом са слепим отвором (лат. foramen caecum). Висина контуре ове површине се налази на највећем конвекситету цингулума.

### Проксимални аспект
Мезијална и дистална површина горњег очњака су троугластог облика, са базом у пределу врата зуба. Оне конвергују орално и ка врату зуба, а мезијална површина је нешто шира, виша и равнија. Њена контактна зона налази се на споју инцизалне и средње трећине и овоидног је облика, а дистална је округла и локализована више цервикално. У области контактне зоне налази се висина контуре одговарајуће проксималне површине.
Лабијални профил је конвексан у цервикалној и мање-више раван у остале две трећине зуба, а лингвални је изразито конвексан у цервикалној и конкаван у инцизалној и средњој трећини.

### Инцизални аспект
Кад се зуб посматра са инцизалног аспекта, уочљива је асиметрија круне. Наиме, дистални део је уочљиво шири, у односу на мезијални. На лабијалној површини се виде три лобуса, раздвојена развојним депресијама (браздама), међу којима се јасно истиче медијални. Такође се јасно уочавају структуре на палатиналној површини и инцизални гребен, подељен на два неједнака дела.

## Врат
Врат зуба (лат. collum dentis) се налази на прелазу круне и корена и садржи глеђно-цементни спој, тј. цервикалну линију. Она је конвесна у инцизалном смеру на проксималним површинама, а у апикалном смеру на лабијалној и палатиналној површини зуба.

## Корен
Корен горњег очњака је једнокрак и има већи лабио-орални промер. Мезијална и дистална страна корена су конкавне и садрже лонгитудиналну бразду, а остале површине су конвесне. Корен зуба је веома масиван и дуг и узрокује испупчење на алвеоларној кости. Нагнут је више дистално (знак корена) и на попречном пресеку је овоидног облика.

## Димензије
| Горњи очњак           |                         |              |               |                    |
| Мезио-дистална ширина | Вестибуло-орална ширина | Висина круне | Дужина корена | Укупна дужина зуба |
| 7,5 mm                  | 8,0 mm                    | 10,0 mm        | 17,0 mm         | 27,0               |

## Развој зуба
| Почетак калцификације | Комплетно формирана круна | Ницање (ерупција) | Завршен раст корена |
| --------------------- | ------------------------- | ----------------- | ------------------- |
| 4 - 5 месеци          | 6 - 7 година              | 11 - 12 година    | 13 - 15 година      |

## Варијације
Горњи очњак показује велики број варијација, које се односе на:
- величину и облик квржице,
- инклинацију бочних квржичних гребенова,
- израженост „рамена“,
- облик и величину цингулума и
- облик и закривљеност корена.

Понекад је простор за ницање овог сталног зубa делимично смањен, па може да избије неправилно или да уопште не избије, када се за њега каже да је импактиран.